# Église mère de Notre-Dame-de-l'Assomption de Cabo Frio
L'église mère de Notre-Dame-de-l'Assomption (en portugais : Igreja Matriz de Nossa Senhora da Assunção) est une église située dans la municipalité de Cabo Frio, dans l'État de Rio de Janeiro au Brésil. L'église est un exemple important de l'architecture baroque brésilienne.

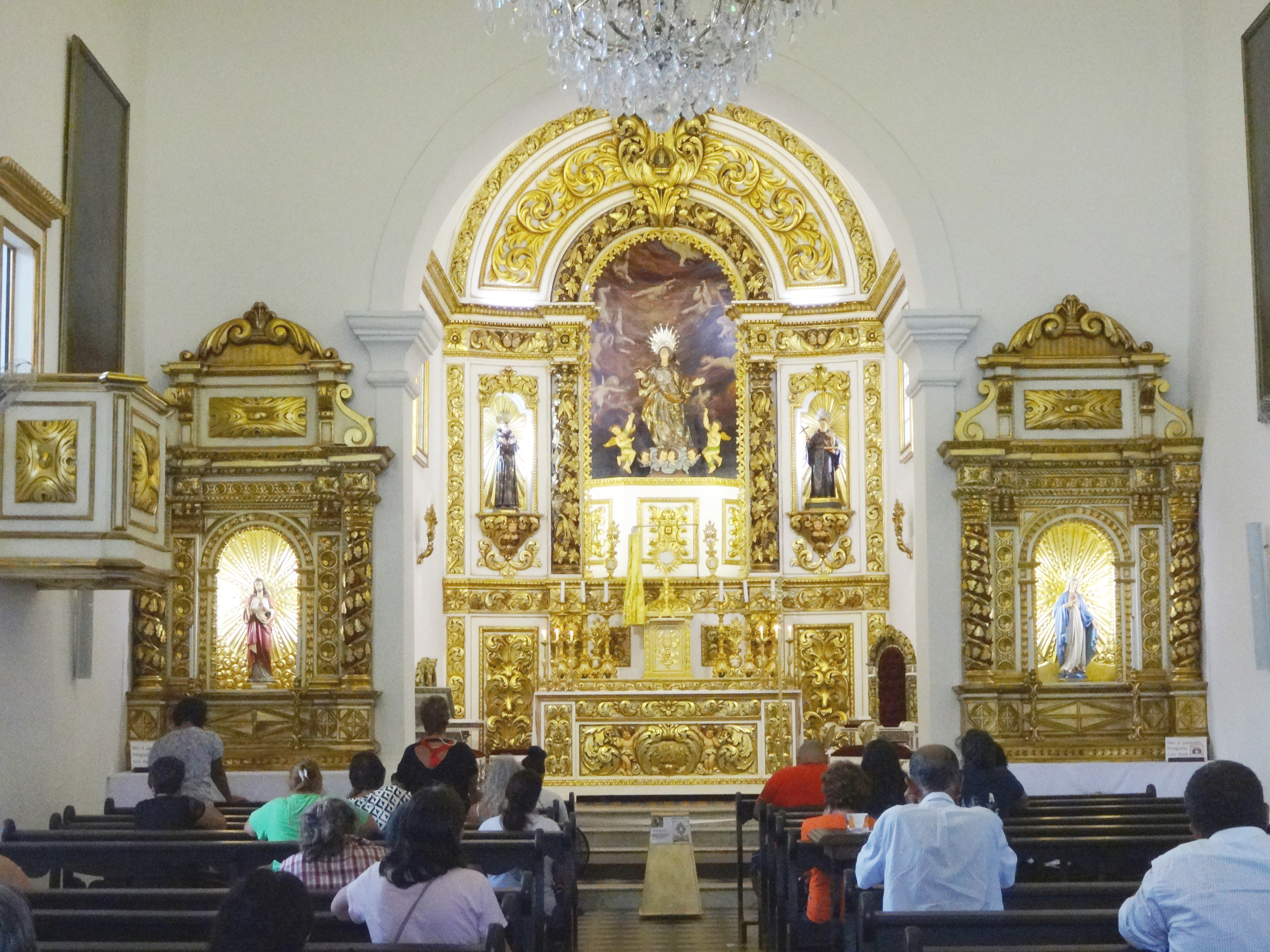
Intérieur de l'église, où on peut voir le retable de la chapelle principale avec l'image de l'Assomption du XVIIe siècle.

## L'église

### Histoire
Le début de la construction du bâtiment est daté aux alentours de l'année 1663, lorsque le peuple Cabo Frio commence à se déplacer du quartier Passagem  vers son emplacement actuel. L'église est agrandie à l'époque de Jean V du Portugal, par une disposition royale du 14 juin 1724.
La structure de l'église est simple : l'entrée comporte une porte unique, avec trois fenêtres à hauteur du chœur et un fronton triangulaire. À gauche de la façade se dresse le clocher. Le plan comporte une seule nef avec un bas-côté latéral.

### Intérieur
L'intérieur de l'église est restauré en 1960 sous la direction d'Adail Bento Costa. Le retable de la chapelle principale, sculpté à cette époque par le Portugais Manoel Bessa, arbore la statue en bois de Notre-Dame de l'Assomption, apportée du Portugal au début du XVIIe siècle, lors de la fondation de Cabo Frio. À l'intérieur de l'édifice se trouvent également de rares fonts baptismaux du XVIIe siècle, en pierre de lioz (en).